# Kabela
Kabela est une localité du Cameroun située dans le département du Logone-et-Chari et la Région de l'Extrême-Nord, au sud du lac Tchad, à la frontière avec le Tchad. Elle fait partie de la commune de Logone-Birni et du canton de El Birké. On distingue parfois Kabela Arabe, Kabela Kotoko et Kabela Mousgoum.

## Population
Lors du recensement de 2005, 100 personnes ont été dénombrées à Kabela Arabe, 60 à Kabela Kotoko et 172 à Kabela Mousgoum. 